# Bundesstraße 17
De Bundesstraße 17 (ook wel B17) is een weg (bundesstraße) in de Duitse
deelstaat Beieren.
De B17 begint bij Augsburg en loopt verder langs de steden Landsberg am Lech, Schongau en verder naar Füssen bij de Oostenrijksee. De B17 is ongeveer 110 km lang en loopt grofweg parallel aan de rivier Lech.

## Routebeschrijving
De weg begint in de afrit Augsburg-West, een klaverbadknooppunt, waar ze aansluit op zowel de A8 als de B2. De weg loopt in zuidelijke richting door de stad Augsburg waar ze tussen afrit Augsburg-Innenstadt en de afrit Augsburg-Messe een samenloop met de B300. De B17 loopt nu verder in zuidelijke richting en passeert Königsbrunn, Bobingen, Oberottmarshausen, Kleinaitingen, Lagerlechfeld Klosterlechfeld, Hurlach, Igling en de stad Landserg am Lech en kruist bij de afrit Landsberg am Lech-West de A96 kruist. De weg loopt verder door Fuchstal, langs Denklingen, Hohenfurch. Vervolgens vormt de weg bij Schongau de rondweg, waarna ze bij de aansluiting Schongu aansluit op de B472. De B17/B492 kruist de rivier de Lech en passeert Peiting, om bij afrit Peiting-Süd de weg in zuidelijke richting af te buigen. De B17 loopt nog door Steingaden, Trauchgau, Halblech,  Buching en Schwangau en de stad Füssen, waar de B16 aansluit. Ten zuiden van Füssen eindigt de weg dan op de grens met Oostenrijk, waar ze aansluit op de B179 naar Reutte.
B2 · B2a · B2R · B3 · B4 · B4R · B8 · B10 · B11 · B12 · B13 · B13n · B14 · B15 · B15n · B16 · B17 · B18 · B19 · B20 · B21 · B22 · B23 · B25 · B26 · B26a · B27 · B28 · B28a · B29 · B30 · B31 · B31a · B32 · B33 · B33a · B34 · B35 · B36 · B37 · B38 · B38a · B39 · B44 · B45 · B47 · B85 · B89 · B131n · B173 · B276 · B278 · B279 · B285 · B286 · B287 · B289 · B290 · B291 · B292 · B293 · B294 · B295 · B296 · B297 · B298 · B299 · B300 · B301 · B302 · B303 · B304 · B305 · B306 · B307 · B308 · B309 · B310 · B311 · B312 · B313 · B314 · B315 · B316 · B317 · B318 · B319 · B340 · B378 · B388 · B415 · B425 · B426 · B462 · B463 · B464 · B465 · B466 · B467 · B468 · B469 · B470 · B471 · B472 · B491 · B492 · B500 · B505 · B512 · B523 · B532 · B533 · B535 · B588 · B999